# Distretto di Kuşadası
Il distretto di Kuşadası (in turco Kuşadası ilçesi) è un distretto della provincia di Aydın, in Turchia.

## Geografia fisica
Il distretto si trova sulla costa del mar Egeo, di fronte all'isola greca di Samo.

## Amministrazioni
Oltre il centro di Kuşadası al distretto appartengono 2 comuni e 6 villaggi.

### Comuni
- Kuşadası (centro)
- Davutlar
- Güzelçamlı

### Villaggi
- Caferli
- Çinarköy
- Kirazlı
- Soğucak
- Yaylaköy
- Yeniköy